# ブリーフィング (ブランド)
ブリーフィング（BRIEFING）は、東京都港区南青山に本社を置く「株式会社ユニオンゲートグループ（旧株式会社セルツリミテッド）」が企画したラゲッジブランドである。ビジネスやカジュアルなど年代を問わず様々な商品を発表している。近年ではゴルフラインブリーフィング ゴルフ（BRIEFING GOLF）も展開し人気を集めている。

## ブランド沿革
- 1998年4月 - BRIEFINGのアメリカラインの生産開始・商標権獲得
- 2011年10月 - BRIEFING初となる直営店、有楽町阪急メンズ東京店オープン
- 2012年3月 - ロサンゼルスにてUnion Gate America, LLC.を設立、BRIEFINGグローバルホールセールとMLSフレッドシーガル メルローズ店オープン
- 2016年3月 - BRIEFING表参道ヒルズ店・新宿NEWoMan店オープン
- 2017年3月 - BRIEFING横浜みなとみらい店
- 2017年4月 - BRIEFING GINZA SIX店オープン
- 2017年8月 - BRIEFING GOLF玉川高島屋S・C店オープン
- 2017年9月 - BRIEFING福岡VIORO店オープン
- 2018年9月 - BRIEFING日本橋高島屋S.C.店オープン
- 2019年4月 - BRIEFING 六本木ヒルズ店オープン

## ブランドを代表する素材
- バリスティック・ナイロン（英語版）
BRIEFINGのメイン素材である【バリスティックナイロン（＃1050デニール・ダブルバスケット・ウィーブ）】は、極めて耐摩耗性が強く携帯武器やガンケースに使われることの多い、 ミリタリーファクトリーが使用している中でも最もヘヴィーな素材。また裏地や芯材はパッククロス（＃420デニール）を採用。細部に使われている素材・パーツは、MIL-SPEC（陸軍規格）に基づくウエビングと金属パーツをショルダーとハンドルに取り入れ、世界最良のYKKファスナーを使用。独自の縫製技術はSecure tack（商標）、縫い目のほころびをさけるために開発したもの（業界で最高級の複合綴じのパターン）を使用。 またブリーフィングの象徴ともいえる｢ナイロンテープ｣のレッドレーベル。 これはスライドクリップを装着する際の視認性と補強の役割を果たし、このパーツをブリーフィングは全てのコレクションで展開しているバッグに採用している。

## 店舗展開
2019年6月現在、国内に13店舗展開（東京、神奈川、大阪、福岡）。その他、全国のBRIEFING正規販売店にて商品の卸販売を行っている。